# 客家委員会
客家委員会（ハッカいいんかい）は、中華民国行政院管轄の委員会の一つ。2001年6月14日に正式成立し、日々消えていく客家文化を取り戻し、客家の伝統文化の命脈を続け、台湾を多元民族文化を重んじる社会とすることを目的とする。
客家委員会には主委が1人、副主委が2人、委員が21~27人設けられ、企画所、総合所、文教所の三所と人事室、会計室の2室が設けられている。

## 歴代主任委員
|      | 姓名      | 着任日        | 退任日        |
| ---- | --------- | ------------- | ------------- |
| 1    | zh:范光群 | 2001年6月14日 | 2002年2月1日  |
| 2    | 葉菊蘭    | 2002年2月1日  | 2004年5月19日 |
| 3    | zh:羅文嘉 | 2004年5月20日 | 2005年3月14日 |
| 代理 | zh:李永得 | 2005年3月14日 | 2005年6月7日  |
| 4    | 李永得    | 2005年6月8日  | 2008年5月19日 |
| 5    | zh:黄玉振 | 2008年5月20日 | 2014年7月7日  |
| 代理 | 劉慶中    | 2014年7月8日  | 2014年8月4日  |
| 6    | 劉慶中    | 2014年8月5日  | 2016年2月1日  |
| 7    | 鍾萬梅    | 2016年2月1日  | 2016年5月20日 |
| 8    | 李永得    | 2016年5月20日 |               |